# Schwalbea americana
Schwalbea es un género monotípico de plantas fanerógamas perteneciente a la familia Orobanchaceae, anteriormente clasificada en Scrophulariaceae. Su única especie:  Schwalbea americana, es originaria de Estados Unidos.

## Descripción botánica
Schwalbea americana es una planta perenne herbácea, erecta y subramosa con tallos densamente pubescentes. Hojas aterciopeladas dispuestas en forma alterna, disminuyendo de tamaño por el tallo, elípticas o lanceoladas, con un borde sólido. Las flores se producen en  panículas en el extremo del tallo, con dos labios (el labio inferior mucho más grande en la parte superior), con dos brácteas.  Cáliz pubescencia glandular, tubular, acanalado, verde. La corolla crema o amarillo pálido, con los labios morados a menudo manchadas. La fruta es una cápsula, dividida en cuatro compartimentos, dehiscente cuando está madura.
La planta es un parásito de las raíces de plantas como el acebo, Vaccinium, hierba de San Juan, y otras.

## Hábitat
Se produce como poblaciones aisladas en los estados costeros de la Florida, Georgia, Luisiana, Nueva Jersey, Carolina del Norte y Carolina del Sur. 

## Taxonomía
Schwalbea americana fue descrita por Carlos Linneo y publicado en Species Plantarum 2: 606. 1753.
Etimología
Schwalbea: nombre genérico otorgado en honor del botánico holandés Georg Christian Schwalbe (1691-1761).